# Samir & Viktor
Samir & Viktor egy svéd zenei duó, akik 2014-ban alakultak, a két tagja az egykori Paradise Hotel versenyző Samir Badran és a divatblogger, modell Viktor Frisk. A Melodifestivalen résztvevői voltak 2015-ben, 2016-ban, 2018-ban és 2024-ben.

## Történet
2014 májusában a duó kiadta első kislemezét Success címmel. A dal már az első héten az első helyet érte el a svéd iTunes listán, majd a svéd kislemezlistán is a harmadik helyig jutott.
Samir és Viktor részt vettek a 2015-ös Melodifestivalenen Groupie című dalukkal. Először 2015. február 14-én léptek fel a második elődöntőben, és a harmadik helyen végeztek, így bejutottak a 2015. március 7-i második esély fordulóba, ahol Behrang Mirivel és Victor Crone-val párbajoztak. A szavazást magas fölénnyel megnyerve jutottak be a stockholmi döntőbe, amelyet március 14-én rendeztek. Itt összesítésben a nyolcadik helyen végeztek. A Groupie sikeresnek bizonyult, és elérte a harmadik helyet a Sverigetopplistanon, a hivatalos svéd kislemezlistán. A duó követő kislemeze a Saxofuckingfon volt, mely a második helyen végzett ugyanezen a lemezlistán.
A 2016-os Melodifestivalenen a Bada nakna című dallal vettek részt. A 2016. február 6-i első elődöntőből ismételten továbbjutottak a második esély fordulóba, onnan pedig bejutottak a döntőbe, és végül ott az utolsó helyen végeztek. 2016. május 25-én adták ki digitálisan a Fick Feeling című kislemezüket. Ezt követően bejelentették, hogy szünetet tartanak a pályafutásukban, és a szólókarrierükre koncentrálnak. 2017. május 12-én adták ki a visszatérő kislemezüket, a Kungot.
A 2018-as Melodifestivalen a Shuffla című dallal vettek részt és a negyedik helyen végeztek a döntőben, ami az eddigi legjobb helyezésük a svéd eurovíziós nemzeti dalválasztó műsorban.
2020. október 16-án bejelentették, hogy újabb szünetet tartanak a saját érdekeik érvényesítése érdekében. Az utolsó kislemezüket Arbetslös címmel adták ki.
2023. június 4-én Viktor Frisk a Nyhetsmorgon című tévéműsorban elárulta, hogy ő és Samir Badran ismét visszatérnek, és új kislemezt adnak ki. 2023. június 16-án adták ki második visszatérő kislemezüket, a Skålt.
2023. december 1-jén jelentette be az SVT, hogy a duó bejutott a versenydalukkal a Melodifestivalen következő évi mezőnyébe. A Hela världen väntar című dalt a február 3-án rendezendő első elődöntőben adták elő Malmőben. A szavazás során 57 ponttal az ötödik helyen végeztek, így kiestek a versenyből.

## Tagok
- Samir Badran
- Viktor Frisk

## Diszkográfia

### Kislemezek
- Success (2014)
- Groupie (2015)
- Saxofuckingfon (2015)
- Bada nakna (2016)
- Fick Feeling (2016)
- Kung (2017)
- Vi gör det ändå (2017)
- Rakt in i kaklet (2017)
- Shuffla (2018)
- Put Your Hands Up för Sverige (2018, Anis Don Deminával közösen)
- Odödlig (2019)
- Kemi (2019)
- Va som mig (2019, 1.Cuz-zal közösen)
- Karantän (2020, TIX-szel közösen)
- Vad sa du att du hette (2020)
- Arbetslös (2020)
- Skål (2023)
- Hela världen väntar (2024)